# Hans Brunhart
Hans Brunhart (Balzers, 1945. március 28. –) liechtensteini politikus, Liechtenstein miniszterelnöke 1978 és 1993 között.

## Élete
Brunhart Balzersben járt elemi iskolába 1952 és 1957 között és Vaduzban középiskolába 1957-től 1958-ig, majd Svájcban és Balzersben járt gimnáziumba. A középiskola elvégzése után németül tanult 1966 és 1967 között a Fribourgi Egyetemen és 1967-től 1972-ig a Baseli Egyetemen.
Ezt követően 1972-től a Liechtensteini Állami Könyvtár és az Állami Levéltár vezetője lett. Ezt a posztot 1974-ig töltötte be, ekkor II. Ferenc József herceg március 27-én kinevezte a Liechtensteini Hercegség miniszterelnök-helyettesévé. 1978. április 26-án kinevezték a Liechtensteini Hercegség kormányfőjévé. Brunhart 1993-ig töltötte be ezt a posztot. A Hazafias Unió tagja volt.
1994 óta a Verwaltungs- und Privat-Bank igazgatóságának tagja Vaduzban, 1996 és 2011 között az igazgatóság elnöke. 

## Fordítás
Ez a szócikk részben vagy egészben  a   Hans Brunhart című német Wikipédia-szócikk fordításán alapul.  Az eredeti cikk szerkesztőit annak laptörténete sorolja fel. Ez a jelzés csupán a megfogalmazás eredetét és a szerzői jogokat jelzi, nem szolgál a cikkben szereplő információk forrásmegjelöléseként.